# Them!
Them! is een zwart-wit-sciencefictionfilm uit 1954 over een mierenkolonie die door ioniserende straling een reusachtige vorm heeft aangenomen.
Them! is een film van Gordon Douglas met onder andere James Whitmore, Edmund Gwenn en Joan Weldon.
De film is geproduceerd door Warner Bros. en werd uitgebracht in de Verenigde Staten op 19 juni, 1954. Them! was de grootste geldschieter voor Warner Bros. in dat jaar.

## Verhaal
Het verhaal begint als sergeant Ben Peterson een jong meisje helemaal alleen aantreft midden in de woestijn. Hij neemt het meisje, dat in een toestand van shock verkeert, mee en treft even verder een totaal verwoeste camper aan. Nadat het meisje naar het ziekenhuis is gebracht, komen Dokter Harold en Pat Medford (zijn dochter) aan op de plaats waar de verwoeste camper staat om deze zaak te onderzoeken. Dokter Harold neemt enkele staaltjes mee van een zonderlinge vreemdeling die in de omgeving van de camper gevonden is en laat het meisje hieraan ruiken zodat ze uit haar toestand zou ontwaken.
Nadat het meisje de vloeistof heeft geroken begint ze te schreeuwen: "Them!" "Them!"...
Even later komt Dokter Harold tot de verschrikkelijke conclusie dat de vloeistof mierenzuur is, afkomstig van reusachtige mieren die zo een vorm hebben kunnen aannemen door de ioniserende straling van de eerste test met een atoombom.
Nadat ze voor een tweede keer de camper midden in de woestijn willen onderzoeken is er geen twijfel meer mogelijk. Ben, Dokter Harold en Pat ontdekken een gigantische mier in de omgeving van de camper.
Het leger wordt van de zaak op de hoogte gebracht en blaast het mierennest op, maar na verder onderzoek blijkt dat er twee koninginnen ontsnapt zijn.
Nadat men ontdekt heeft dat de mieren zich ergens in het rioleringsstelsel van Los Angeles bevinden en er twee kinderen in dat rioleringsstelsel vermist zijn, wordt onmiddellijk het gehele leger ingezet om de mieren te vernietigen, wat uiteindelijk ook lukt.
Op het einde waarschuwt Dokter Harold nog voor de gevaren die de mensheid nog te wachten kunnen staan nu het atoomtijdperk ingeluid is.

## Rolverdeling
| Acteur            | Personage                    |
| ----------------- | ---------------------------- |
| James Whitmore    | Sgt. Ben Peterson            |
| Edmund Gwenn      | Dr. Harold Medford           |
| Joan Weldon       | Dr. Pat Medford              |
| James Arness      | FBI Agent Robert Graham      |
| Onslow Stevens    | General O'Brien              |
| Sean McClory      | Major Kibbee                 |
| Chris Drake       | Ed Blackburn                 |
| Sandy Descher     | Ellinson girl                |
| Mary Ann Hokanson | Mrs. Lodge                   |
| Don Shelton       | Trooper Captain Fred Edwards |
| Fess Parker       | Alan Crotty                  |
| Olin Howlin       | Jensen, de dronkaard         |

## Achtergrond
Toen de productie van Them! begon in de herfst van 1953, was het aanvankelijk de bedoeling om een 3D-film te maken. Hiervoor zouden eerst een paar testopnames worden gemaakt. Toen het tijd was deze opnames te maken, weigerde WB's "All Media" 3D-camera echter dienst. Hierop werd besloten de film toch niet in 3D op te nemen. Het script werd echter niet aangepast, waardoor veel scènes die waren geschreven met het 3D-effect in het achterhoofd nog steeds zo werden opgenomen. Zo worden bijvoorbeeld vlammenwerpers afgevuurd richting de camera.
WB was ontevreden over de eerste testscènes in kleur, en liet de film daarom in zwart-wit opnemen. Alleen de titel is in kleur.